# Betta falx
Betta falx — тропічний прісноводний вид риб з родини осфронемових (Osphronemidae), підродина макроподових (Macropodusinae).
Тісно пов'язаний з Betta picta з острова Ява. До того, як вид отримав 1998 року науковий опис, його ідентифікували як суматранські популяції B. picta. Обидва види входять до складу групи видів Betta picta, яка включає B. picta з Яви, B. taeniata з Калімантану, B. simplex з південного Таїланду, B. falx з острова Суматра.
Видова назва falx латинською означає «коса», посилання на безперервно вигнуту форму широких країв анального та хвостового плавців у самців під час залицяння.

## Опис
Максимальна відома стандартна (без хвостового плавця) довжина 36,1 мм, загальна довжина становить 135,8-142,2 % стандартної. Це маленька, але міцна рибка. Тіло відносно струнке, його висота становить 22,6-28,0 %, а висота хвостового стебла 15,8-18,3 % стандартної довжини. Голова довга, її довжина становить 33,1-37,9 % стандартної довжини.
Спинний плавець розташований відносно далеко позаду (предорсальна довжина становить 60,0-65,7 % стандартної довжини), він має 1-2 твердих і 7-8 м'яких, всього 8-10 променів; довжина основи спинного плавця становить 10,5-13,3 % стандартної довжини. Довжина основи анального плавця становить майже половину (46,5-50,3 %) стандартної довжини, плавець має 2 твердих і 19-21 м'який, всього 21-23 променів; преанальна довжина становить 48,7-52,3 % стандартної. Спинний та анальний плавці можуть бути легко загостреними у самців, більш округлі в самок і неповнолітніх риб.
Хвостовий плавець округлий, має 15-16 променів. Черевні плавці серпоподібні, мають по 1 твердому та 5 м'яких променів, з коротким другим ниткоподібним променем, що сягає 24,2-34,3 % стандартної довжини. В грудних плавцях по 12 променів.
Хребців 27-28, бічних лусок 27, лусок у поперечному напрямку 9-9½.
Тіло світло-коричневе, голова та спинна частина тіла темніші. Уздовж тіла проходять три чорні горизонтальні смуги. Центральна найдовша й найвиразніша серед них, вона починається на кінчику морди, проходить через око, усім тілом і сягає кореня хвостового плавця. Присутня також чорна цятка на основі хвостового плавця. Поздовжні смуги більш помітні в неповнолітніх риб, у самок, а також самців під час інкубації ікри. Зяброві кришки в самців зеленкувато-блакитні, в самок вони жовтуваті. Декілька чорних цяток присутньо в нижній частині голови. Молодь має мармуровий малюнок на тілі.
Непарні (спинний, анальний та хвостовий) плавці жовтуваті або червонуваті, в самок та неповнолітніх риб з чіткими поперечними смугами. Самці з віком втрачають поперечні смуги на хвостовому плавці, натомість на анальному та в нижній частині хвостового в них з'являється червонувата смуга, що супроводжується знизу виразною блакитною смугою, а ближче до краю проходить чорна або чорно-коричнева смуга, обмежена по краю тонкою білою облямівкою. Цей елемент забарвлення стає виразнішим у шлюбний сезон. Самки та молоді рибки не мають темної смуги по краю анального та хвостового плавців. Грудні плавці безбарвні, черевні також безбарвні, але з білою ниткою.

## Поширення
Вид широко розповсюджений на острові Суматра в Індонезії (провінції Ачех, Північна Суматра, Джамбі, Південна Суматра), є також повідомлення про його присутність у провінції Лампунг. Орієнтовна територія поширення становить 90 тис. км².
Betta falx водиться лише в майже стоячих водоймах, розташованих серед низинних болотних лісів. Зазвичай зустрічається серед щільної затопленої берегової рослинності. Вода в цих водоймах забарвлена в світло-коричневий колір, м'яка (GH 0-1, KH 0-1), має показник pH 4,7-6,8.
Поточні тенденції чисельності популяції виду невідомі.
Іншими лабіринтовими рибами, що живуть разом із B. falx, є Belontia hasselti, ще неописана Betta aff. fusca, Luciocephalus pulcher, Parosphromenus sumatranus, Sphaerichthys osphromenoides, Trichogaster leerii, T. trichopterus і Trichopsis vittata.

## Утримання в акваріумі
Betta falx іноді можна побачити в торгівлі акваріумними рибами. Це відносно витривалий вид, добре адаптується до умов неволі.
B. falx не висуває особливих вимог до умов утримання в акваріумі. Тримають її зазвичай у видовому акваріумі, для пари риб вистачає 30-40 літрів, в акваріумі довжиною 60 см можна тримати декілька пар. Самці можуть поводитись територіально, тому в одному акваріумі не рекомендується тримати більше 2-3 пар. Акваріум повинен бути щільно засаджений рослинами й не надто сильно освітлений. Найкраще тримати Betta falx в чистій м'якій воді, але природних параметрів води в акваріумі дотримуватись не обов'язково, ця риба може жити й за значно вищих показників твердості та рН.
Betta falx невибаглива до корму, приймає як живі, так і заморожені й сухі корми. Самки під час годівлі поводяться агресивніше за самців.
Нерестяться біля дна в типовий для видів, що інкубують ікру в роті, спосіб. Самка вибирає собі самця й ініціює нерест. Спочатку пара здійснює низку нерестових обіймів, але ікра при цьому не відкладається. Так може тривати годинами. Коли пара нарешті почне відкладати ікру, самка після кожних обіймів збирає ротом запліднені ікринки й випльовує їх в напрямку самця. Той збирає їх до рота. Процес повторюється, поки самка не вичерпає свій запас ікри. Ікринки в B. falx порівняно великі, але їхня кількість буває незначною, близько 70 штук.
Самець виношує потомство приблизно 12 днів. Весь цей час з роздутим горлом він стоїть у схованці, а самка охороняє територію навколо.
Мальки виходять з рота самця доволі великими, розміром з новонароджених гуппі. Вони відразу їдять наупліуси артемій. Вирощування мальків не становить проблем, вже за місяць вони можуть вирости до 3,5-4 см завдовжки, а приблизно у 3-місячному віці визрівають.
Риби активно нерестяться, нерест може відбуватися кожні 2 тижні. Щоб запобігти надмірному розмноженню, самців і самок розсаджують.

## Відео
- Betta falx (wild) bij Aquarium Speciaalzaak Utaka на YouTube by Utaka Amersfoort
- Betta falx male flaring at female на YouTube by Muhammad Hakim